# David Brown (empresario)
David Brown (Huddersfield, Reino Unido; 10 de mayo de 1904 - Montecarlo, Mónaco; 3 de septiembre de 1993) fue un industrial inglés, director gerente de la fábrica de engranajes y máquinas herramienta David Brown Limited (fundada por su abuelo), más adelante conocida como David Brown Tractors. 
También es conocido por haber sido propietario de la constructora naval Vosper Thorneycroft y de las compañías automovilísticas Aston Martin y Lagonda. Sus iniciales ("DB") dieron nombre a la saga de vehículos deportivos de la marca Aston Martin.

## Primeros años

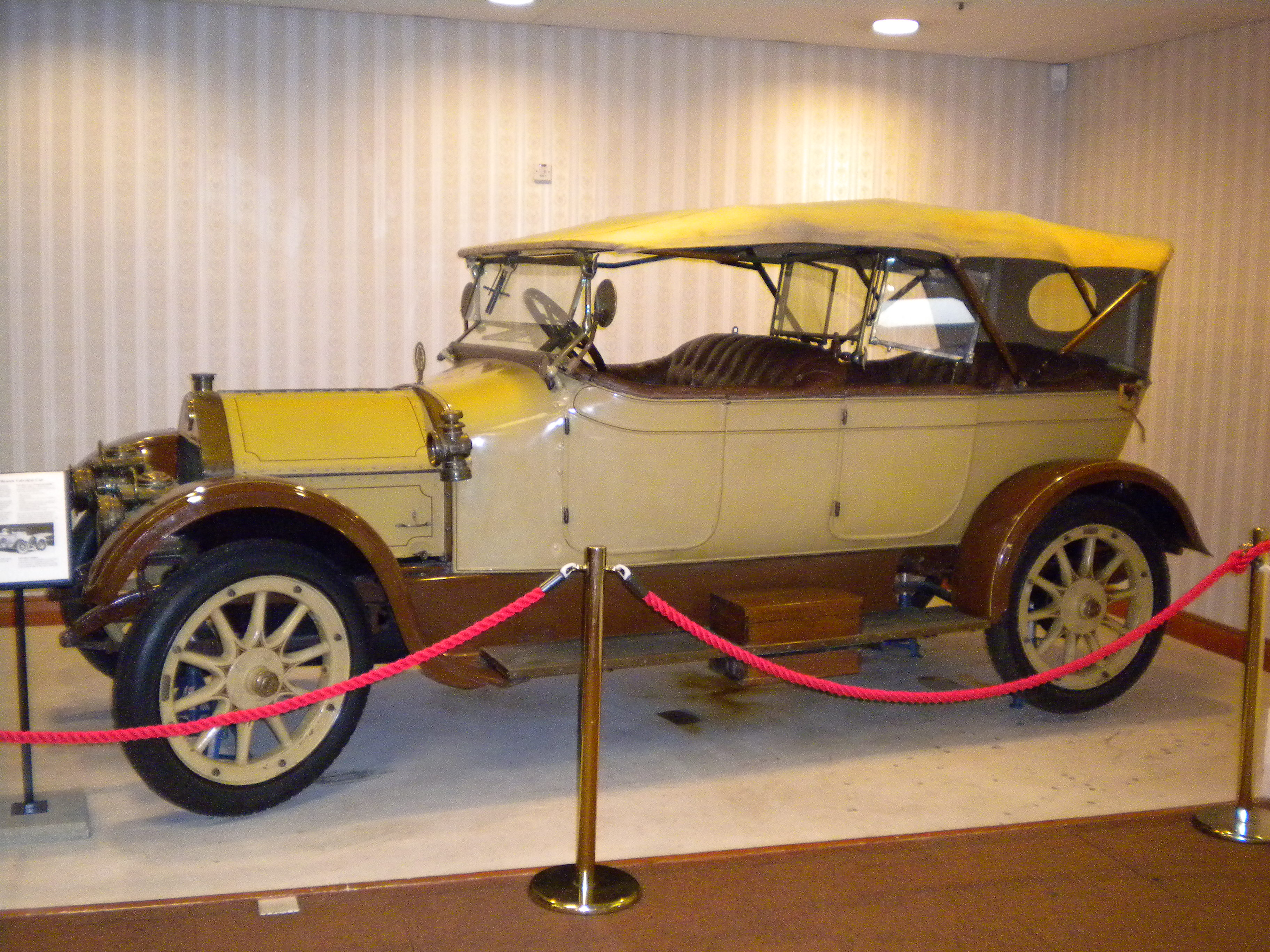
DBS (David Brown & Sons) Valveless de 1914, exhibido en el Museo Tolson

Brown nació en 1904 en Park Cottage, una propiedad cercana a la ciudad de Huddersfield, en Yorkshire. Era hijo de Caroline y de Frank Brown. Park Cottage fue derribado en la Segunda Guerra Mundial para dar acceso a una fábrica situada en Park Works, en una parcela de 17 acres (6,9 ha) también cercana a Huddersfield.
Brown fue alumno de la King James's Grammar School de Almondbury; y de la Rossall School.

## David Brown & Sons
Después de dejar la escuela, Brown comenzó a trabajar a los 17 años en 1921 como si fuera un aprendiz más en el negocio de su familia, David Brown & Sons (Huddersfield), recorriendo en bicicleta a diario 6 millas (9,7 km) para ir al trabajo a las 7:30 de la mañana. Esta empresa, que había sido fundada por su abuelo David, estaba especializada en componentes de transmisión. Si bien su padre no tenía ningún interés en los automóviles y no conducía, su madre era una conductora entusiasta y cuando era pequeño había montado junto a Frederick Tasker Burgess en las pruebas de funcionamiento del nuevo automóvil Valveless de David Brown & Sons, pero no aprendió a conducir hasta los 11 años.
El padre de Brown se ofreció a comprarle una motocicleta para ayudarlo a llegar al trabajo a tiempo, por lo que confiando en la ignorancia de su padre sobre los vehículos motorizados, en lugar de una pequeña y dócil motocicleta, Brown después de considerar una Harley Davidson obtuvo una potente bicilíndrica Standard de 1000 cc. Posteriormente, mejoró su rendimiento modificando el motor, y participó en las competiciones de escalada de fin de semana en Ax Edge Moor en Derbyshire y en Sutton Bank en Yorkshire. Después de lograr el tiempo más rápido del día en Ax Edge Moor, fue invitado a ser un piloto de reserva para el equipo oficial de motocicletas Douglas para inscribirse en el siguiente Tourist Trophy de la Isla de Man. Mientras asistía a los ensayos, su padre le prohibió participar en la competición.
Para entonces, Brown tenía una relación sentimental con Daisy Muriel Firth, tres años mayor que él. En un intento de romper la relación, su padre envió a Brown a Sudáfrica en 1922 para ayudar a un director de la empresa a supervisar la instalación de los mecanismos de la empresa en las minas de oro cerca de Johannesburgo. Cuando la afición a la bebida del encargado afectó a su capacidad para hacer el trabajo, Brown asumió la responsabilidad del proyecto.
A su regreso de Sudáfrica, decidió diseñar y construir su propio automóvil. Trabajando en su habitación todas las noches hasta las 2:00 de la madrugada, diseñó un motor de ocho cilindros en línea y doble árbol de levas de 1.5 litros. Luego, usando la fundición de la empresa, realizó unos patrones y fundió el bloque de cilindros, mientras usaba el taller de maquinaria para producir los otros componentes. Su padre detuvo el trabajo cuando sorprendió a su hijo trabajando en el proyecto en horario de empresa. Sin desanimarse, Brown construyó un chasis, ajustándolo con un motor Sage de 2 litros, acoplado a una caja de cambios Meadows. Llamó al resultado el "Daybro". La capacidad de pulir engranajes de la empresa familiar le permitió establecer contacto con Bertelli de Aston Martin para las transmisiones y con Amherst Villiers para los sobrealimentadores. Con el consentimiento de Villiers, Brown modificó un Vauxhall que luego ganó su clase en Shelsley Walsh durante tres años consecutivos. Se decía que era capaz de alcanzar más de 140 mph en la arena.
A medida que prosiguió su formación en varias facetas de su trabajo, pasó a ser capataz y luego asistente del director de los talleres.
Enviado a los Estados Unidos, África y Europa en 1928 para estudiar los métodos comerciales y las condiciones de la fábrica, regresó y comenzó una fundición de bronce y acero en Penistone, donde el desempleo era severo. La nueva instalación utilizó una novedosa técnica de fundición de acero y se convirtió en un éxito rápidamente. Además de satisfacer las necesidades de su grupo, la fundición fabricaba piezas de fundición de precisión para una amplia gama de industrias y para su uso en estructuras de aviones, motores aeronáuticos, centrales eléctricas, yacimientos petrolíferos y refinerías de petróleo.
En 1929 fue nombrado director y tras la muerte de su tío Percy en 1931 pasó a ser director gerente adjunto en 1932. En 1933 se convirtió en director gerente, y bajo su liderazgo la compañía expandió significativamente sus operaciones.

## Tractores
En 1939, David Brown & Sons adquirió la antigua fábrica de tuercas United en Meltham, en el lado sur de Huddersfield. Brown, que también era dueño de una granja, comenzó la construcción de tractores tras crear la empresa Ferguson-Brown Company asociado con Harry Ferguson en 1936. Sin embargo, no estaban de acuerdo con los detalles de diseño, lo que llevó a David Brown a producir su propia versión, el David Brown VAK1, presentado en el mercado en 1939 y con más de 7.700 unidades vendidas finalmente. Harry Ferguson viajaría a los Estados Unidos para firmar un trato con Henry Ford con el fin de incorporar su sistema en el tractor Ford N, antes de fundar su propia compañía, la Massey Ferguson.
La Segunda Guerra Mundial vio un aumento masivo en la producción de engranajes y cajas de cambios por parte de David Brown Ltd para su uso en equipos militares. Los crecientes ingresos de los productos tradicionales de la empresa y la fabricación de tractores hicieron de Brown un hombre rico.

## Aston Martin
A finales de 1946, Brown vio un anuncio clasificado en The Times, ofreciendo a la venta un "Negocio de motor de clase alta". El precio de venta era de 30.000 libras esterlinas. Al investigar más, Brown descubrió que la empresa era Aston Martin. Unos días más tarde, Brown visitó la sede de la compañía en Feltham y probó su nuevo diseño de prototipo, el Atom.
Si bien sintió que tenía un buen manejo en carretera, consideró que su motor de varilla de empuje de cuatro cilindros y 2.0 litros carecía de potencia. Sin embargo, al ver su potencial, entró en negociaciones que terminaron en febrero de 1947 con la adquisición de la empresa por 20.500 libras esterlinas.
Después de la compra, se comenzó a trabajar para convertir el Atom en un automóvil de producción en serie. Si bien el prototipo era una berlina, Brown prefiría los descapotables, por lo que el chasis fue rediseñado para acomodar una capota abierta. Finalmente, entró en producción como Aston Martin 2-Litre Sports, ahora comúnmente conocido como DB1.

## Lagonda
En 1947, Brown supo a través de Tony Scratchard, el distribuidor de los automóviles Lagonda en Bradford, que Lagonda estaba en problemas financieros y que se había puesto a la venta. Si bien inicialmente no se interesó por la empresa, cuando más tarde se nombró a un liquidador para vender sus activos, Brown sintió que la oportunidad había visitado la empresa. Allí se reunió con el famoso diseñador de motores Walter Owen Bentley, quien le mostró un motor llamado LB6 en el que había estado trabajando para la empresa. Se trataba de un moderno motor de 6 cilindros y dos árboles de levas de 2.580 cc. Brown vio el motor ideal para su nueva generación de modelos Aston Martin. Consciente de que Armstrong Siddeley, Jaguar y Rootes también estaban interesados en la empresa y que el liquidador buscaba ofertas de 250.000 libras, Brown decidió presentar una oferta, aunque sabía que sería la más baja. Debido a las difíciles condiciones económicas y al racionamiento del acero, los otros postores se retiraron. Si bien el liquidador pudo vender los edificios de la fábrica a otra empresa, para sorpresa de Brown pudo obtener por 52.500 libras esterlinas el resto de la empresa, así como los derechos del nuevo motor.
Como Lagonda tuvo que desocupar sus instalaciones, Brown almacenó sus nuevos activos en algunos hangares alquilados en el London Air Park en Hanworth, que estaba cerca de la fábrica de Aston Martin. El motor recién adquirido pronto entró en servicio en el Aston Martin DB2.
A finales de 1955, Brown adquirió el carrocero Tickford. Posteriormente, concentró toda la fabricación de Aston Martin y Lagonda en las instalaciones de Tickford en Newport Pagnell.
La legendaria serie 'DB' de automóviles Aston Martin, incluidos el DB1 (2 Litre Sports), el DB2, el DB3, el DB4, el DB5, el DB6 y el DBS fueron nombrados en honor a Brown usando sus iniciales. Mientras estaba al mando de la compañía Aston Martin, utilizó un producto rival, un Jaguar XJ Serie I, como transporte personal, ya que era más barato de mantener.
En febrero de 1972, con la David Brown Corporation en dificultades financieras, los otros miembros de la junta obligaron a Brown a vender la división de tractores a Tenneco International y Aston Martin Lagonda a otro comprador.
El nuevo propietario de Aston Martin Lagonda eliminó la designación de modelo DB, que en 1993 fue restaurada durante la propiedad de Ford con la introducción del DB7. El presidente de Aston Martin Lagonda, Walter Hayes, nombró a Brown presidente vitalicio honorario de Aston Martin Lagonda.

### Vospers Thornycroft
En 1963, David Brown Corporation compró una participación mayoritaria en la Vosper & Company, en la que Sir David Brown se convirtió en presidente. La compañía se fusionó con la John I. Thornycroft & Company para crear Vosper Thornycroft en 1966. La división de construcción de buques de guerra de la compañía fue nacionalizada por el Gobierno del Partido Laborista en 1977, convirtiéndose en una división de British Shipbuilders. El resto de la compañía siguió cotizando públicamente como subsidiaria de la David Brown Corporation. Amargado por la nacionalización, Brown dejó Gran Bretaña para vivir retirado en Montecarlo.

### Venta de la empresa
En enero de 1990, Brown vendió sus acciones en David Brown Corporation por 46 millones de libras, pero mantuvo un vínculo con la compañía en su papel de presidente honorario.

## Vida personal
En su vida personal, Brown jugaba al polo en el Ham Polo Club durante el verano, y en invierno pasaba la mayoría de los fines de semana cazando; ejerciendo como maestro adjunto de los perros de caza de South Oxford. También crio  caballos de carreras y de caza en su granja de 700 acres (283,3 ha) en Buckinghamshire. Su mayor éxito fue su caballo Linwell, que ganó la Copa de Oro de Cheltenham de 1957. Brown era un piloto aeronáutico cualificado, y tenía su propio De Havilland Dove, que normalmente guiaba su piloto personal; y también estableció su propio aeródromo en Crosland Moor, al suroeste de Huddersfield.
Durante su vida fue miembro de la Junta de Gobernadores de Huddersfield Royal Infirmary, del Consejo de la Cámara de Comercio de Huddersfield y de la aseguradora Lloyd's.
Fue nombrado caballero en 1968 por sus servicios a la industria.
En 1926, en contra de los deseos de los padres de Brown, que se negaron a asistir a la boda, Brown se casó con Daisy Muriel Firth, a quien conocía desde que tenía 14 años. Tuvieron dos hijos, David y Angela, quienes se integraron en el negocio familiar. Angela se casó con el piloto de carreras George Abecassis. Tras su divorcio de Daisy, Brown se casó con su secretaria Marjorie Deans en 1955. Este matrimonio terminó en divorcio y posteriormente se casó con su asistente personal, Paula Benton Stone en 1980.
Sir David Brown murió en septiembre de 1993 en Montecarlo. Ocho años después, Textron adquirió David Brown Limited.

## Lecturas relacionadas
- Earnshaw, Alan (2012). David Brown Tractors 1936–64 (Hardback). Appleby-in-Westmorland: Trans-Pennine Publishing Ltd. ISBN 978-1-90301-602-2.
- Conducido al éxito.

- Datos: Q2638952